# Кул (Раштский район)
Кул (тадж. Кӯл) — село в Раштском районе Таджикистана. Входит в состав сельской общины (джамоата) Аскалон. Расстояние от села до центра района (пгт Гарм) — 18 км, до центра джамоата (село Додбахт) — 6 км. Население — 571 человек (2017 г.), таджики. Население в основном занято сельским хозяйством.